# La Dérive des sentiments
La Dérive des sentiments est un roman d'Yves Simon publié le 28 août 1991 aux éditions Grasset et ayant reçu la même année le prix Médicis.

## Éditions
- La Dérive des sentiments, éditions Grasset, 1991  (ISBN 2246454913).